# Amadeus IT Group
Amadeus IT Group, S.A. et spansk it-selskab, der leverer software til rejse- og turisme-industrien. Omsætningen var i 2019 på 5,578 mia. euro og der var 19.000 ansatte.
Amadeus tilbyder søgning, pris, booking, billettering til rejseudbydere og rejsebureauer gennem Amadeus CRS. Der tilbydes også software til reservationer, opgørelse og rejsekontrol. Blandt kunderne er flyselskaber, hoteller, rejsearrangører, forsikringsselskaber, biludlejning, jernbane, færger og rejsebureauer.
Amadeus blev oprindeligt skabt som et neutralt globalt distributionssystem (GDS) af Air France, Iberia, Lufthansa og SAS i 1987, for at rejsebureauer og kunder kunne være i real time kontakt med hinanden.
Amadeus CRS er den største GDS-udbyder i verdens rejse og turisme branche, de havde en markedsandel på 37 % i 2009.